# Vlag van Lijsem
De vlag van Lijsem is op onbekende datum bij raadsbesluit vastgesteld als de vlag van de Luikse gemeente Lijsem. De vlag kan als volgt worden beschreven:
De achtergrond is wit en blauw in een omgekeerd chevronpatroon, met twee rode chevrons erbovenop.
De vlag komt overeen met het vlagontwerp van de Raad van Heraldiek en Vexillologie (Frans: Conseil d’héraldique et de vexillologie). De vlag is volledig gebaseerd op het gemeentewapen en ziet er dus helemaal hetzelfde uit.